# Cefalodi

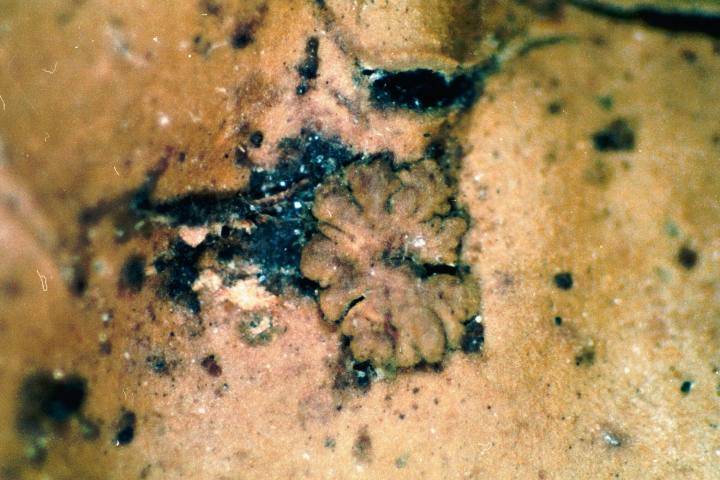
Cefalodi en la superfície superior de Peltigera leucophlebia(x30).

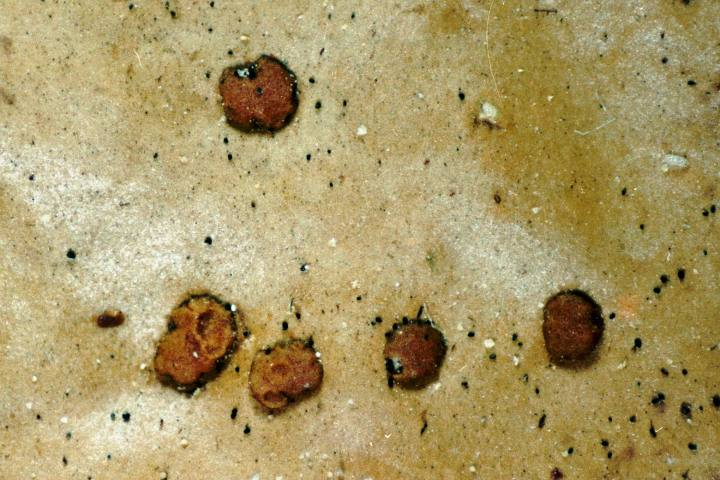
Cefalodi en la superfície superior de Peltigera aphthosa (x18).

El cefalodi (en llatí i altres idiomes cephalodium, plural Cephalodia) són unes estructures com petites galles que es troben en algunes espècies de líquens que contenen cianobacteris en simbiosi. Els cefalodis poden trobar-se dins dels teixits dels líquens o en la superfície superior o inferior. Els líquens que només tenen simbionts cianobacterians no tenen cefalodis, i els que tenen com a simbionts tant algues verdes com cianobacteris restringeixen els cianobacteris al cefalodis. Els líquens amb cefalodis poden fer la fixació del nitrogen i poden contribuir com importants aportadors de nitrogen a l'ecosistema.